# Hans Abramson
Pour les articles homonymes, voir Abramson.
Hans Abramson  (5 mai 1930 à Stockholm – 9 juin 2012 à Stockholm) est un réalisateur suédois. Il a réalisé plus de 40 films entre 1957 et 1991.

## Biographie
Hans Abramson nait à Stockholm en 1930. Il se consacre au théâtre, au cinéma et à la télévision. Son premier film Le Brick aux trois Lys en 1962 était à l'origine un spectacle pour enfants. Il traite des problèmes de couple de jeunes provinciaux dans Rêve de chance (Syckodrommen) en 1963. Il réalise Que ne ferait-on pour ses amis (För Vänskaps Skull) en 1965 d'après un roman de Kristina Michanek.

## Filmographie

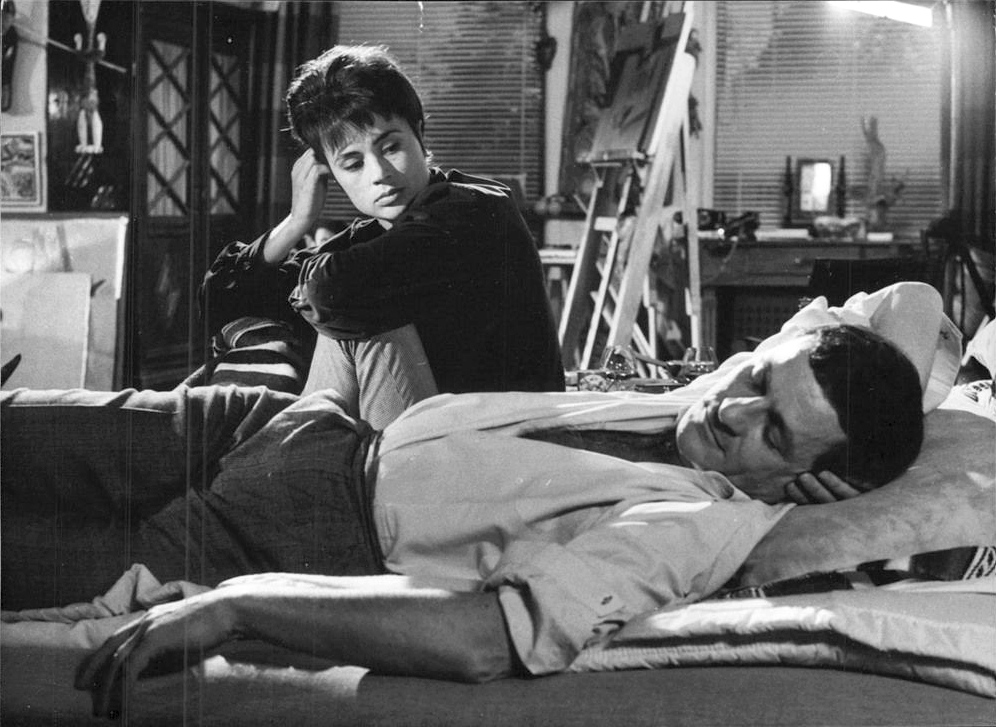
Photo extraite du film ' (1965).

- 1956 : L'Énigmatique Monsieur D (assistant réalisateur)
- 1962 : Le Brick aux trois Lys
- 1963 : Rêve de chance (Syckodrommen)
- 1965 : För vänskaps skull (sv)
- 1966 : Ormen (en)
- 1967 : Bränt barn (sv)
- 1967 : Stimulantia
- 1967 : Roseanna
- 1970 : Tintomara (en)